# Oxymycterus quaestor
Oxymycterus quaestor é uma espécie de roedor da família Cricetidae. Pode ser encontrada na Argentina e Brasil. São conhecidos como rato-do-brejo por conta do habitat onde vivem.